# Gabriel Álvez
Jorge Gabriel Álvez Fernández (Montevideo, 26 dicembre 1974) è un ex calciatore uruguaiano, di ruolo attaccante.

## Palmarès

### Club

#### Competizioni nazionali
- Campionato uruguaiano: 2

Nacional: 1998, 2000
- Liguilla Pre-Libertadores de América: 1

Nacional: 1999
- Campionato greco: 2

Olympiakos: 2000-2001, 2001-2002
- Campionato messicano: 1

Pachuca: Apertura 2003
- Segunda División Profesional de Uruguay: 1

Bella Vista: 2005

#### Competizioni internazionali
- Recopa Sudamericana: 1

Independiente: 1995
- Supercoppa Sudamericana: 1

Independiente: 1995